# Atletism la Jocurile Olimpice de vară din 2020 - Săritura cu prăjina (feminin)
Proba feminină de săritură cu prăjina de la Jocurile Olimpice de vară din 2020 a avut loc în perioada 2–5 august 2021 pe Stadionul Național al Japoniei.

## Recorduri
Înaintea acestei competiții, recordurile mondiale și olimpice erau următoarele:
| Record           | Atlet                 | Rezultat | Loc             | Data           |
| ---------------- | --------------------- | -------- | --------------- | -------------- |
| Recordul mondial | Elena Isinbaeva (RUS) | 5,06 m   | Zürich, Elveția | 28 august 2009 |
| Recordul olimpic | Elena Isinbaeva (RUS) | 5,05 m   | Beijing, China  | 18 august 2008 |

## Program
Orele sunt ora Japoniei (UTC+9) 
| Data                | Oră   | Etapă      |
| ------------------- | ----- | ---------- |
| Luni, 2 august 2021 | 19:00 | Calificări |
| Joi, 5 august 2021  | 19:00 | Finala     |

## Rezultate

### Calificări
Reguli de calificare în finală: se califică în finală orice sportivă care sare la înălțimea de 4,70m (C) sau cele mai bune 12 rezultate (c).
| Loc | Grupă | Atlet                  | Țară                       | 4,25 | 4,40 | 4,55 | Înălțime | Note |
| --- | ----- | ---------------------- | -------------------------- | ---- | ---- | ---- | -------- | ---- |
| 1   | B     | Holly Bradshaw         | Marea Britanie             | —    | —    | o    | 4,55     | c    |
| 1   | A     | Nikoleta Kyriakopoulou | Grecia                     | o    | o    | o    | 4,55     | c    |
| 1   | A     | Katie Nageotte         | Statele Unite ale Americii | —    | —    | o    | 4,55     | c    |
| 1   | B     | Anicka Newell          | Canada                     | —    | o    | o    | 4,55     | c    |
| 1   | A     | Robeilys Peinado       | Venezuela                  | —    | o    | o    | 4,55     | c    |
| 1   | B     | Anjelika Sidorova      | COR                        | —    | —    | o    | 4,55     | c    |
| 1   | A     | Tina Šutej             | Slovenia                   | o    | o    | o    | 4,55     | c    |
| 8   | A     | Wilma Murto            | Finlanda                   | o    | o    | xo   | 4,55     | c    |
| 8   | B     | Yarisley Silva         | Cuba                       | —    | o    | xo   | 4,55     | c    |
| 8   | B     | Katerina Stefanidi     | Grecia                     | —    | —    | xo   | 4,55     | c    |
| 8   | A     | Iryna Zhuk             | Belarus                    | —    | o    | xo   | 4,55     | c    |
| 12  | A     | Angelica Bengtsson     | Suedia                     | o    | xo   | xo   | 4,55     | c    |
| 13  | B     | Morgann LeLeux         | Statele Unite ale Americii | —    | o    | xxo  | 4,55     | c    |
| 13  | B     | Xu Huiqin              | China                      | —    | o    | xxo  | 4,55     | c    |
| 15  | A     | Maryna Kylypko         | Ucraina                    | o    | xo   | xxo  | 4,55     | c    |
| 16  | B     | Michaela Meijer        | Suedia                     | o    | o    | xxx  | 4,40     |      |
| 16  | A     | Sandi Morris           | Statele Unite ale Americii | —    | o    | xxx  | 4,40     |      |
| 18  | A     | Elisa Molinarolo       | Italia                     | xo   | o    | xxx  | 4,40     |      |
| 19  | A     | Eleni-Klaoudia Polak   | Grecia                     | xxo  | o    | xxx  | 4,40     |      |
| 20  | B     | Angelica Moser         | Elveția                    | —    | xo   | xxx  | 4,40     |      |
| 21  | B     | Yana Hladiychuk        | Ucraina                    | xxo  | xo   | xxx  | 4,40     |      |
| 22  | A     | Nina Kennedy           | Australia                  | —    | xxo  | xxx  | 4,40     |      |
| 23  | B     | Romana Maláčová        | Cehia                      | xo   | xxo  | xxx  | 4,40     |      |
| 24  | B     | Roberta Bruni          | Italia                     | o    | xxx  |      | 4,25     |      |
| 24  | A     | Andrina Hodel          | Elveția                    | o    | xxx  |      | 4,25     |      |
| 24  | B     | Liz Parnov             | Australia                  | o    | xxx  |      | 4,25     |      |
| 27  | B     | Fanny Smets            | Belgia                     | xo   | xxx  |      | 4,25     |      |
| 27  | B     | Lene Retzius           | Norvegia                   | xo   | xxx  |      | 4,25     |      |
| —   | A     | Li Ling                | China                      | —    | —    | xxx  | FM       |      |
| —   | B     | Elina Lampela          | Finlanda                   | xxx  |      |      | FM       |      |
| —   | A     | Alysha Newman          | Canada                     | xxx  |      |      | FM       |      |

### Finala
| Loc | Atlet                  | Țară                       | 4,50 | 4,70 | 4,80 | 4,85 | 4,90 | 4,95 | 5,01 | Înălțime | Note |
| --- | ---------------------- | -------------------------- | ---- | ---- | ---- | ---- | ---- | ---- | ---- | -------- | ---- |
| 1   | Katie Nageotte         | Statele Unite ale Americii | xxo  | xo   | o    | o    | xo   | —    | x    | 4,90     |      |
| 2   | Anjelika Sidorova      | COR                        | o    | o    | o    | o    | xx–  | x    |      | 4,85     |      |
| 3   | Holly Bradshaw         | Marea Britanie             | o    | xo   | xo   | o    | xxx  |      |      | 4,85     |      |
| 4   | Katerina Stefanidi     | Grecia                     | xxo  | xxo  | xo   | x–   | xx   |      |      | 4,80     | =SB  |
| 5   | Maryna Kylypko         | Ucraina                    | o    | xxx  |      |      |      |      |      | 4,50     |      |
| 5   | Tina Šutej             | Slovenia                   | o    | xxx  |      |      |      |      |      | 4,50     |      |
| 5   | Wilma Murto            | Finlanda                   | o    | xxx  |      |      |      |      |      | 4,50     |      |
| 8   | Yarisley Silva         | Cuba                       | xo   | xxx  |      |      |      |      |      | 4,50     |      |
| 8   | Xu Huiqin              | China                      | xo   | xxx  |      |      |      |      |      | 4,50     |      |
| 8   | Nikoleta Kyriakopoulou | Grecia                     | xo   | xxx  |      |      |      |      |      | 4,50     |      |
| 8   | Robeilys Peinado       | Venezuela                  | xo   | xxx  |      |      |      |      |      | 4,50     |      |
| 8   | Iryna Zhuk             | Belarus                    | xo   | xxx  |      |      |      |      |      | 4,50     |      |
| 13  | Angelica Bengtsson     | Suedia                     | xxo  | xxx  |      |      |      |      |      | 4,50     |      |
| —   | Morgann LeLeux         | Statele Unite ale Americii | xxx  |      |      |      |      |      |      |          | FM   |
| —   | Anicka Newell          | Canada                     | xxx  |      |      |      |      |      |      |          | FM   |